# Žena v okně
Žena v okně, v anglickém originále The Woman in the Window, je americký psychologický thriller z roku 2021 režiséra Joa Wrighta. Scénář k filmu napsal Tracy Letts podle stejnojmenné knihy A. J. Finna. Hlavní role ve filmu ztvárnili Amy Adams, Gary Oldman, Anthony Mackie, Fred Hechinger, Wyatt Russell, Brian Tyree Henry, Jennifer Jason Leigh a Julianne Moore.
Film, na němž se podílela filmová studia 20th Century Studios a Fox 2000 Pictures, byl zveřejněn dne 14. května 2021 na Netflixu. Film měl být původně uveden v kinech dne 4. října 2019 společností 20th Century Fox, ale premiéra byla nakonec odložena na 15. května 2020 kvůli dalším pracím na filmu po testovacích projekcích. Uvedení v kinech bylo později zrušeno kvůli pandemii covidu-19 a film byl prodán společnosti Netflix. Český dabing, v překladu Barbory Knobové, v režii a dialozích Michala Michálka, vyrobilo v roce 2021 Studio Beep.

## O filmu
Hlavní hrdinka filmu, Anna Fox, trpí agorafobií a odmítá opustit svůj byt. Anna již nežije se svým manželem Edwarda, který má v péči jejich společnou dceru Olivii. Anna s nimi denně mluví, ale kvůli agorafobii nemůže vyjít ven, celou dobu pije víno a konzumuje velké množství léků. Aby se zabavila, začne pozorovat své sousedy. Spřátelí se s novou rodinou Russelových, kterou tvoří Alistair, jeho manželka Jane a jejich dospívající syn Ethan.
Jednou v noci Anna v okně vidí, že je Jane v obývacím pokoji zřejmě ubodána. Když Anna kontaktuje policii, nevěří jí. Alistair brzy přijde spolu s „Jane“, která k Annině zděšení vůbec nevypadá jako ta Jane, kterou dříve vídala. Anna je přesvědčena, že Jane je podvodnice a začne Russellovy špehovat.

## Obsazení
| Amy Adams            | Anna Fox (český dabing: Tereza Bebarová)          |
| Gary Oldman          | Alistair Russell (český dabing: Aleš Procházka)   |
| Anthony Mackie       | Edward „Ed“ Fox (český dabing: Filip Švarc)       |
| Fred Hechinger       | Ethan Russell (český dabing: Matěj Havelka)       |
| Wyatt Russell        | David Winter (český dabing: Viktor Dvořák)        |
| Brian Tyree Henry    | detektiv Little (český dabing: Pavel Vondra)      |
| Jennifer Jason Leigh | Jane Russell (český dabing: Petra Tišnovská)      |
| Julianne Moore       | Katherine (český dabing: Dagmar Čárová)           |
| Jeanine Serralles    | detektiv Norelliová (český dabing: Petra Hobzová) |
| Tracy Letts          | Dr. Landy (český dabing: Pavel Šrom)              |
| Mariah Bozeman       | Olivia Fox                                        |
| Liza Colón-Zayas     | Bina                                              |